# Trận Friedland
Trận Friedland là một trận đánh ở Đông Phổ trong cuộc Chiến tranh Liên minh thứ tư (một phần của những cuộc chiến tranh của Napoléon), diễn ra vào ngày 14 tháng 6 năm 1807. Trong trận chiến này, quân đội Đế chế Pháp do Hoàng đế Napoléon Bonaparte chỉ huy đã giành thắng lợi quyết định trước quân đội Đế quốc Nga do Bá tước L. L. Bennigsen chỉ huy. Dù là một trong những chiến thắng đắt giá và khó nhọc nhất của Napoléon, trận Friedland đã buộc Nga hoàng Aleksandr I phải ký kết Hiệp ước Tilsit với Hoàng đế Pháp vào tháng 7 năm 1807, chấm dứt cuộc chiến tranh giữa Pháp với Nga và Phổ. Diễn ra trong kỷ niệm lần thứ 7 ngày Napoléon thắng trận Marengo, trận Friedland đã trở thành một thắng lợi toàn diện hơn hẳn trận Marengo, và bất chấp sự chiến đấu kiên cường của quân Nga, nguyên nhân thắng lợi của Napoléon được xem là do Bennigsen đã phân rẽ lực lượng của mình và hình thành thế trận dựa lưng vào sông Alle. Ngoài ra, trận Friedland cũng thể hiện khả năng làm chủ tình hình của Napoléon, cũng như sự biến đổi các chiến thuật của ông để giành lợi thế.
Sau trận Eylau (1807), Napoléon phát động chiến dịch tấn công tiêu diệt quân đội Nga của Bennigsen. Quân đội của ông khi ấy gặp nhiều khó khăn nên một thắng lợi quyết định là rất quan trọng đối với ông., Ông đã cử một số đơn vị tới bờ trái sông Alle tại Đông Phổ để truy tìm căn cứ của quân Nga tại Königsberg. Vào ngày 13 tháng 6 năm 1807, một đội kỵ binh Pháp dưới quyền tướng Jean Lannes đã tiếp cận với lực lượng kỵ binh Nga gần thị trấn Friedland. Quân của Bennigsen đã vượt sông về hướng Friedland và tin chắc rằng quân chủ lực của Napoléon hãy còn xa. Hay tin từ Lannes, Napoléon khẳng định rằng quân chủ lực của Nga đang đóng ở Friedland và ra lệnh cho quân đội mình tập trung tại đây. Khi cuộc chiến bùng nổ, quân của Lannes đã cố gắng cầm cự với quân số áp đảo của quân Nga, trước khi ông gặp bất lợi và phải cầu viện Napoléon vốn đang ở Eylau. Hoàng đế Pháp đã nhanh chóng ứng chiến và viện binh đã khiến cho quân Pháp nắm giữ ưu thế về quân số. Kế hoạch của Napoléon tuy giản đơn nhưng đã giành được thắng lợi vang dội: quân Pháp đánh tan quân Nga dựa lưng vào sông và đẩy lùi đối phương vào Friedland. Tại đây, quân đội Nga đã kháng cự rất quyết liệt trước cuộc tấn công của địch thủ vào trung quân và cánh trái của họ. Khi màn đêm buông xuống, cuộc tàn sát chấm dứt và quân Pháp đã đánh đuổi quân Nga qua sông. Tàn quân Nga thiêu rụi Friedland nhưng điều này càng gây rắc rối cho họ do các cầu nhỏ tại đây cũng đều bị cháy rụi. Quân Nga về phía Bắc cũng đã từng cố gắng phản kích nhưng không thành công.
Trong khi thiệt hại của quân Pháp là không đáng kể, quân Nga bị thiệt hại nặng nề (trong số đó có những binh sĩ bị chôn sống  hoặc chết đuối khi phải rút chạy qua sông Alle). Quân đội của Bennigsen đã trở nên rệu rã sau thất bại của mình. Napoléon I đã mất 2 tiếng đồng hồ để đánh bại quân Nga, và xóa đi bất lợi mà ông vướng phải trong trận Eylau. Được xem là một trong những thắng lợi lớn nhất của ông (mà bản thân ông cũng đánh giá cao), chiến thắng đẫm máu của quân đội Pháp tại Friedland đã khiến cho Nga hoàng Aleksandr I tiến hành đàm phán với Napoléon và từ bỏ đồng minh của mình là Phổ. Không những là thành công của ông trong chiến lược tiêu hao sinh lực địch, trận Friedland là trận đánh đầu tiên mà phần lớn quân đội của ông không phải là người Pháp. Chiến dịch đến đây coi như là chấm dứt. Sau khi chiếm giữ Tilsitz, Napoléon đã chấp nhận lời cầu hòa của người Nga và Hiệp ước Tilsitz vào tháng 7 năm 1807 đã trở thành đỉnh cao của chế độ Napoléon. Ông đã trở thành bá chủ của châu Âu lục địa, trong khi Hệ thống phong tỏa Lục địa của ông đã được lan truyền đến Nga.